# Liste der Fahnenträger des Vereinten Teams bei Olympischen Spielen
Die Liste der Fahnenträger des Vereinten Teams bei Olympischen Spielen listet chronologisch alle Fahnenträger des Vereinten Teams bei den Eröffnungsfeiern Olympischer Spiele auf.

## Liste der Fahnenträger
| Mannschaft          | Veranstaltung | Fahnenträger (EF) | Fahnenträger (AF) |
| ------------------- | ------------- | ----------------- | ----------------- |
| 1992 in Albertville | Winterspiele  | Waleri Medwedzew  | Jauhen Redskin    |
| 1992 in Barcelona   | Sommerspiele  | Alexander Karelin |                   |

Anmerkung: (EF) = Eröffnungsfeier, (AF) = Abschlussfeier

## Statistik
| Rang    | Sportart | EF | AF | ∑ |
| ------- | -------- | -- | -- | - |
| 1       | Ringen   | 1  | 0  | 1 |
| Gesamt: | Gesamt:  | 1  | 0  | 1 |

| Rang    | Sportart | EF | AF | ∑ |
| ------- | -------- | -- | -- | - |
| 1       | Biathlon | 1  | 1  | 2 |
| Gesamt: | Gesamt:  | 1  | 1  | 2 |

| Rang    | Sportart | EF | AF | ∑ |
| ------- | -------- | -- | -- | - |
| 1       | Biathlon | 1  | 1  | 2 |
| 2       | Ringen   | 1  | 0  | 1 |
| Gesamt: | Gesamt:  | 2  | 1  | 3 |